# لیلیهامر
لیلیهامر (انگلیسی: Lilyhammer) یک مجموعه تلویزیونی نروژی-آمریکایی است که در ۲۵ ژانویهٔ ۲۰۱۲ منتشر شد و به رکوردِ ۹۹۸٬۰۰۰ بیننده (یک پنجم جمعیت کشور نروژ) دست یافت. این سریال دربارهٔ یک تبهکار نیویورکی به نام «فرانک، کارچاق‌کُن» (با بازیِ استیون ون زندت) است که به شهر لیلهامر نروژ می‌آید تا زندگی آرام و جدیدی را آغاز کند.
نحوهٔ نگارش «لیلیهامر» (به‌جای «لیلهامر») بدین دلیل متفاوت است که بخش نخست آن، اشاره به نام سگ قهرمان داستان «لی‌لی» دارد که در فصل اول سریال در جریان سوءقصد به جان او کشته می‌شود و همچنین وی و سایرِ انگلیسی‌زبانان، نام این شهر را «لیلیهامر» تلفظ می‌کنند.

## بازیگران
- استیون ون زندت
- تروند فوسا اورواگ
- ماریان ساستاد اوته‌سن
- استاینار ساگن
- نیلس یورگن کالستاد
- فریتیوف سوهایم
- یانیس ماریا ویلسون
- آنه کریگسوول
- سِـون نُردین
- بئاته اریکسن
- جی بندیکت
- اینگرید اولاوا
- تونی پیتس
- آلن فورد
- پل کی
- یاکوب اوفتبرو
- تونی سیریکو
- بروس اسپرینگستین
- ریس کویرو
- مایکل بادالوکو
- آنجلینا جردن
- ایمی بث هیس
- ریکارد اسکوگ
- سیلیه تورپ
- ماریا ژوانا
- ایدا الیسه بروک
- هانریک مئستا